# Caterina Karmany Jaume
Caterina Karmany Jaume   (Sant Joan, 1975) és una periodista mallorquina.
És llicenciada en periodisme per la Universitat Autònoma de Barcelona, amb postgraus de Comunicació i Noves tecnologies, Direcció de Màrqueting per la UOC i Coolhunting i detecció de tendències.
El 2005 va entrar al Departament d'Informatius de Catalunya Ràdio on va conduir El vidre i una secció de Factoria sensible. A TV3 ha estat redactora de Política a la delegació de Madrid, i de Continguts Digitals, i ha col·laborat en els programes Tot es mou, Tarda oberta i Divendres, amb Xavi Coral i Espartac Peran.
Des del desembre del 2017 va ser Coordinadora de Catalunya Ràdio a Madrid, fins al 2022 quan va ser nomenada corresponsal de TV3 i Catalunya Ràdio a les Illes Balears, substituint, per jubilació, a Margarida Solivellas i Eulàlia Ferrer.